# Boom bap
Il Boom bap è una combinazione ritmica inserita e assimilata in uno stile di produzione derivante dalla musica hip-hop. Il termine "Boom bap", solitamente tradotto in italiano con "Bum Cha", è un'onomatopea dei suoni di batteria prominenti nella East Coast hip hop.
Lo stile è contraddistinto dall'alternanza fra cassa e rullante in un tipico "boom bap": la cassa appare sul primo e terzo tempo, mentre il rullante entra nel secondo e quarto tempo (su quattro tempi). Tra i principali artisti che hanno incorporato il Boom Bap nella loro musica troviamo Nas e A Tribe Called Quest.